# Marc-André Fournier
Marc-André Fournier (serbisch-kyrillisch Марк-Андре Фурнье; * 5. April 1979 in Saint Nicolas, Québec, Kanada) ist ein ehemaliger serbisch-kanadischer Eishockeyspieler, der 2010 mit dem HK Partizan Belgrad serbischer Meister wurde.

## Karriere
Marc-André Fournier begann seine Karriere als Eishockeyspieler in seiner kanadischen Heimat, wo er in verschiedenen Nachwuchsmannschaften spielte. Von 2000 bis 2004 studierte er an der katholischen Sacred Heart University im US-amerikanischen Fairfield und spielte für deren Eishockeyteam in der National Collegiate Athletic Association. Anschließend ging er erstmals nach Europa und spielte dort für den HC Turin in der italienischen Serie A1, musste mit seiner Mannschaft als Tabellenletzter aber den Abstieg hinnehmen. So kehrte er zunächst wieder nach Kanada zurück und spielte für Prolab de Thetford Mines in der Ligue Nord-Américaine de Hockey. 2006 wagte er erneut den Sprung nach Europa und spielte zunächst drei Jahre für den HK Vojvodina Novi Sad in der serbischen Eishockeyliga. Anschließend wechselte er zum HK Partizan Belgrad, mit dem er 2010 serbischer Landesmeister wurde. Nach diesem Erfolg zog es ihn in die Ligue Nord-Américaine de Hockey zurück, wo er für 3L de Rivière-du-Loup auf dem Eis stand. Zuletzt spielte er unterklassig für Ste-Anne-de-la-Pérade GLT, wo er 2013 seine Karriere beendete.

### International
Fournier, der in seiner Zeit in Novi Sad eingebürgert wurde, spielte erstmals bei der Weltmeisterschaft 2009 in der Division II für Serbien. Nachdem er mit vier Toren und acht Vorlagen maßgeblich zum Aufstieg beigetragen hatte, spielte er mit dem Team 2010 in der Division I (Gruppe A), wo man sich aber nicht halten konnte. Zuletzt spielte er bei der Weltmeisterschaft 2011 erneut in der Division II.

## Erfolge und Auszeichnungen
- 2009 Aufstieg in die Division I bei der Weltmeisterschaft der Division II, Gruppe A
- 2010 Serbischer Meister mit dem HK Partizan Belgrad